# Bình Minh, Khoái Châu
Bình Minh là một xã thuộc huyện Khoái Châu, tỉnh Hưng Yên, Việt Nam.

## Địa lý
Xã Bình Minh nằm ở phía tây bắc huyện Khoái Châu, có vị trí địa lý:
- Phía đông giáp xã Đông Tảo
- Phía tây giáp Sông Hồng
- Phía nam giáp xã Dạ Trạch
- Phía bắc giáp huyện Văn Giang.

Xã Bình Minh có diện tích 5,94 km², dân số năm 2019 là 8.412 người, mật độ dân số đạt 1.416 người/km².

## Hành chính
Xã Bình Minh được chia thành 3 thôn: Bằng Nha, Đa Hòa, Thiết Trụ.

## Lịch sử
Trước đây, Bình Minh là một xã thuộc huyện Châu Giang cũ.
Ngày 24 tháng 7 năm 1999, Chính phủ ban hành Nghị định số 60/1999/NĐ-CP về việc chuyển xã Bình Minh thuộc huyện Châu Giang cũ chuyển về huyện Khoái Châu mới tái lập quản lý.

## Văn hóa

### Di tích
Xã Bình Minh có nhiều di tích có giá trị quý về văn hóa tiêu biểu như:
- Di tích đền Đa Hòa thờ đức thánh Chử Đồng Tử một trong Tứ bất tử và thờ Nhị vị phu nhân là Tiên Dung công chúa và Tây Nương công chúa. Di tích đền Đa Hòa đã được công nhận là di tích văn hóa cấp quốc gia.
- Di tích đền Thiết Trụ hay đền Liên Hoa ở thôn Thiết Trụ thờ Khuông Tín Hầu có công với dân làng được phong làm thành hoàng. Di tích đã được xếp hạng cấp quốc gia.

## Giao thông
Các tuyến, hệ thống giao thông quan trọng đi qua xã Bình Minh:
- Tỉnh lộ 378: đi cống Xuân Quan, Văn Giang, Mễ Sở , dốc Bái, dốc Kênh, Phú Thịnh...
- Tỉnh lộ 382: đi Đông Tảo, Từ Hồ, Vai Bò, Lực Điền, cống Tráng...
- Đường sông: nằm bên bờ tả ngạn sông Hồng, có bến phà Bình Minh.

## Kinh tế
Bình Minh là xã nông nghiệp kết hợp với một số nghề thủ công, nghề phụ. Về nông nghiệp chủ yếu là trồng quất cảnh và cây ăn quả như bưởi, ổi, cam, táo... Các nghề phụ ở xã trước đây có nghề làm mứt sau đó số hộ làm nghề ít dần. Tiếp theo là nghề dược liệu phát triển. Hiện nay là nghề trồng quất cảnh và cây ăn quả uốn thế và buôn bán nông sản.